# Lùng Phình
Lùng Phình là một xã thuộc huyện Bắc Hà, tỉnh Lào Cai, Việt Nam.

## Địa lý
Xã Lùng Phình nằm ở phía bắc huyện Bắc Hà, có vị trí địa lý:
- Phía đông giáp xã Tả Củ Tỷ
- Phía tây giáp các xã Bản Phố, Tà Chải và Tả Van Chư
- Phía nam giáp xã Thải Giàng Phố
- Phía bắc giáp huyện Si Ma Cai và xã Lùng Cải.

Xã Lùng Phình có diện tích 40,08 km², dân số năm 2019 là 3.262 người, mật độ dân số đạt 81 người/km².

## Lịch sử
Địa bàn xã Lùng Phình hiện nay trước đây vốn là hai xã Lùng Phình và Lầu Thí Ngài thuộc huyện Bắc Hà.
Trước khi sáp nhập, xã Lùng Phình có diện tích 23,27 km², dân số là 1.441 người, mật độ dân số đạt 62 người/km². Xã Lầu Thí Ngài có diện tích 16,81 km², dân số là 1.821 người, mật độ dân số đạt 108 người/km².
Ngày 11 tháng 2 năm 2020, Ủy ban Thường vụ Quốc hội ban hành Nghị quyết số 896/NQ-UBTVQH14 về việc sắp xếp các đơn vị hành chính cấp huyện, cấp xã thuộc tỉnh Lào Cai (nghị quyết có hiệu lực từ ngày 1 tháng 3 năm 2020). Theo đó, sáp nhập toàn bộ diện tích và dân số của xã Lầu Thí Ngài vào xã Lùng Phình.